# Solchaga
Solchaga (en euskera: Soltxaga) es una localidad y un concejo de la Comunidad Foral de Navarra (España) perteneciente al municipio de Olóriz, situado en la Merindad de Olite, en la comarca de Tafalla, en el valle de la Valdorba y a 25 km de la capital de la comunidad, Pamplona. Su población en 2014 fue de 35 habitantes (INE). El concejo cuenta con dos lugares habitados: Solchaga y Eristain.

## Geografía
Solchaga está situado al sur del municipio de Olóriz. Su término concejil tiene una superficie de 3,33 km² y limita al norte con el concejo de Olóriz, al este con Artariáin en el municipio de Leoz, al sur con Lepuzáin, y al oeste con Mendívil.

## Demografía
| Gráfica de evolución demográfica de Solchaga entre 2000 y 2010                                                                                       |
| |
| Datos correspondientes al concejo de Solchaga que incluye las entidades singulares de Solchaga y Eristain, según el nomenclátor de población del INE |

El concejo se divide en las siguientes entidades de población, según el nomenclátor de población publicado por el INE (Instituto Nacional de Estadística). Los datos de población se refieren a 2014
| Entidad de Población | Población (2014) |
| -------------------- | ---------------- |
| Eristain             | 6                |
| Solchaga             | 29               |

## Patrimonio

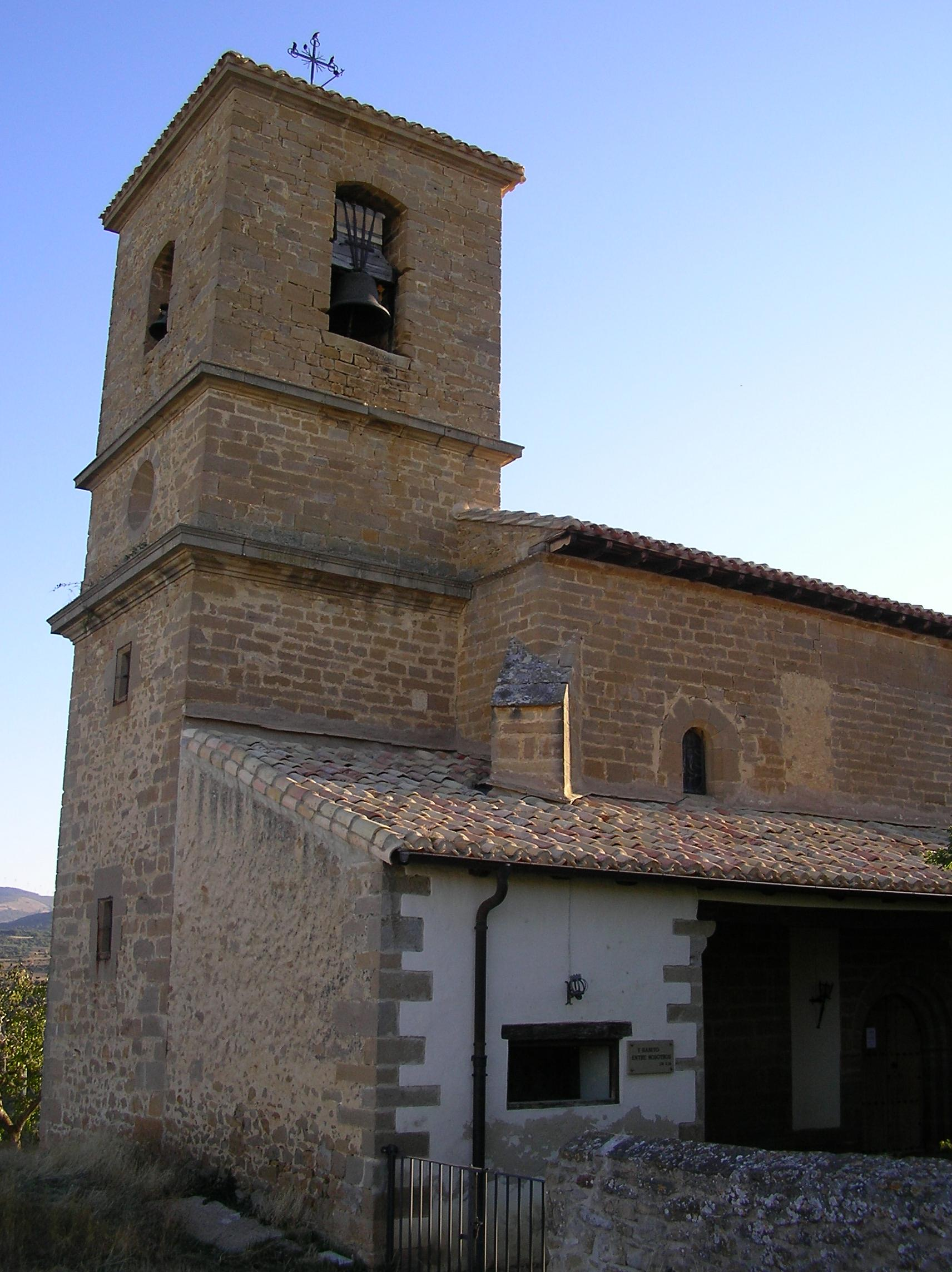
Parroquia de San Juan Bautista

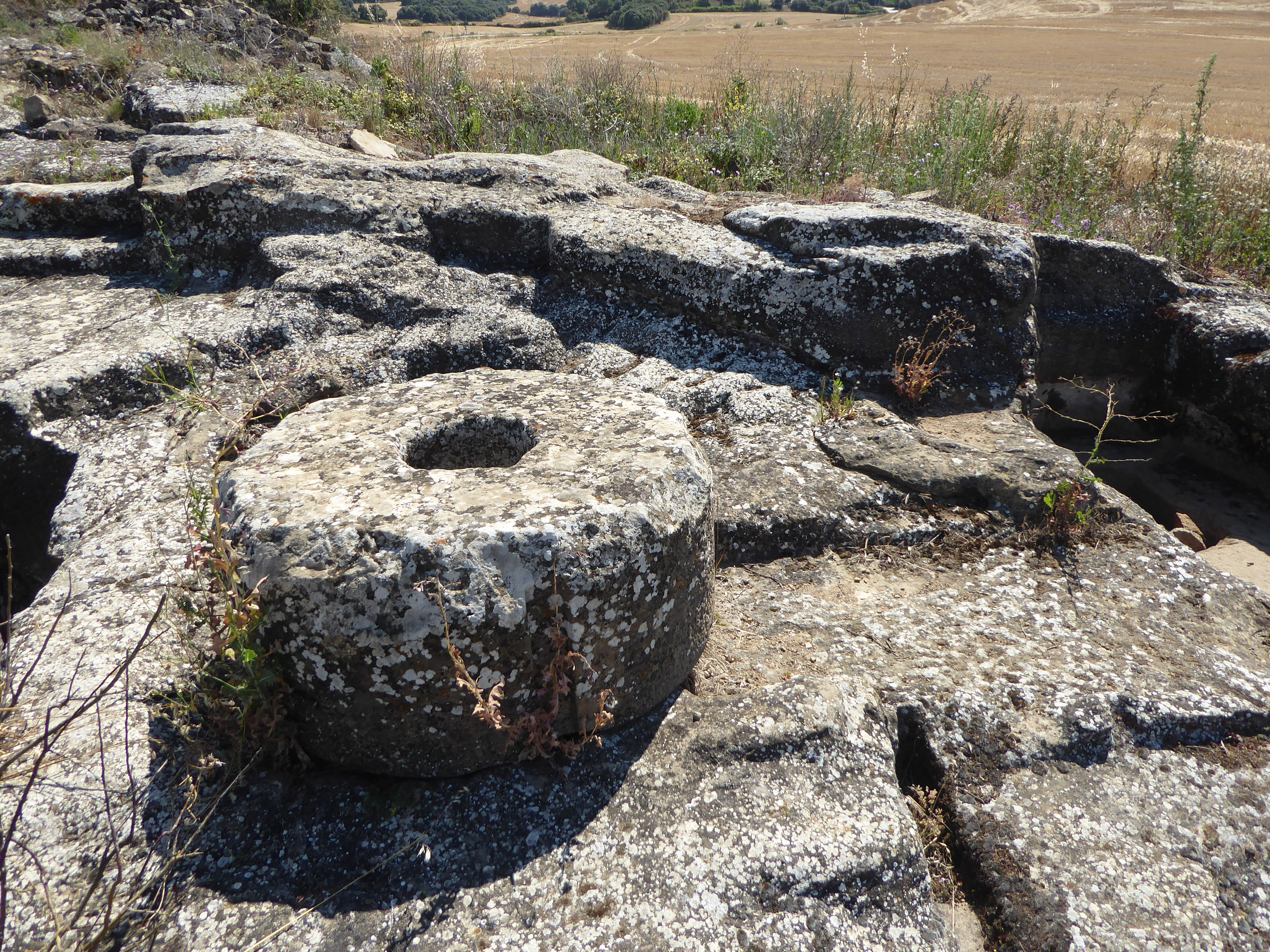
Trujal medieval de Eristain

### Arquitectura civil
Palacio de Solchaga
Construido con sillar y mampostería, ofrece una fachada alargada con dos plantas y un ático; la puerta es gótica y luce un escudo en la clave perteneciente al linaje de Pérez de Solchaga del que se tiene noticia documental desde 1377. Se conservan rejas de la época de construcción. Tiene un patio rectangular con pilares poligonales y dos plantas, al igual que la fachada.

### Arquitectura religiosa
Iglesia parroquial de San Juan Bautista
Conserva restos del primitivo templo, construido a comienzos del siglo XIII, de estilo gótico inicial. Tiene planta de cruz latina y bóveda de cañón apuntada. La portada, situada en el muro sur, es la primitiva con un arco de medio punto y está precedida de un pórtico del siglo XVI al que también pertenece la torre. En 1800 el arquitecto neoclásico Juan José de Armendáriz proyectó un edificio de nueva planta, presupuestado en diez mil reales, aunque se llevó a cabo parcialmente.
En el interior destacan la pila bautismal del siglo XIII y una reja plateresca del XVI. El retablo principal es neoclásico, tiene un cuerpo repartido en tres calles.
Ermitas
- Santa Cruz. En la inscripción situada sobre la puesta se lee: «loanes Recari, ermitaño, edificó esta ermita con la limosna de la buena gente y con su trabajo» y señala el año 1580.[5]
- Nuestra Señora de Arrazubi, fue la iglesia del despoblado del mismo nombre construida en fines del siglo XII.[6]
- San Juan Bautista, en el caserío de Eristain. Conserva un trujal medieval excavado en la roca viva.
- San Pedro, en el señorío de Lepuzain.[7]